# アロマターゼ阻害薬
アロマターゼ阻害薬（Aromatase inhibitor、AI）は、閉経後の女性および男性の乳癌の治療および男性の女性化乳房の治療に用いられる医薬品である。適応外使用として、テストステロンを外因的に補充する際（テストステロン補充療法）にエストロゲンに変換されることを防ぐために使用されることもある。また、乳癌の高リスク群女性に対して予防的に使用することもある。
アロマターゼは、エストロゲンの合成において重要な芳香化反応を触媒する酵素である。テストステロンなどアンドロゲン前駆体のエノン環をフェノールに変換することでエストロゲンを合成する。ホルモン陽性の乳癌および卵巣がんはエストロゲン依存性に成長するため、エストロゲンの産生をブロックしたり、受容体に対するエストロゲンの作用をブロックするためにAIが使用される。

## 医療用途

### 癌
エストロゲンは、閉経前の女性においてはその大部分が卵巣で産生されるが、閉経後の女性では主に体の末梢組織で産生される。一部の乳癌はエストロゲンに反応するため、アロマターゼ阻害薬を使用して癌病変の部位（すなわち乳房の脂肪組織）におけるエストロゲン産生を低下させることは、閉経後の女性のホルモン感受性乳癌の治療に効果的であることが証明されている。アロマターゼ阻害薬は、一般的に閉経前の女性の乳がんの治療には使用されない。これは閉経前の女性ではエストロゲンの減少により視床下部および下垂体軸が活性化されてゴナドトロピン分泌が増加し、これが卵巣を刺激してアンドロゲン産生を亢進させるためである。ゴナドトロピンレベルが上昇するとアロマターゼのプロモーターが刺激されるため、基質であるアンドロゲンが増加した状態でアロマターゼの産生が増加することになり、総エストロゲン量が増加してアロマターゼ阻害薬の効果が打ち消されてしまう。
閉経後の女性における乳癌ホルモン補助療法の最適化については、臨床研究が進められている。従来はタモキシフェン（選択的エストロゲン受容体修飾薬、SERM）が選択されていたが、ATAC試験（アナストロゾールおよびタモキシフェンの単剤または併用による臨床試験）によりAIが閉経後女性の限局性エストロゲン受容体乳癌に優れた臨床結果をもたらすことが示されている。乳癌の手術後の再発を防ぐためにアジュバントとしてAIを投与した場合、タモキシフェンよりも無病生存期間が長いことが示唆されているが、少数の従来法により分析された臨床試験ではAIがタモキシフェンと比較して全生存率において優れるものの、認容性が高いことについて証拠づけることはできなかった。

### 女性化乳房
テストラクトンなどのアロマターゼ阻害剤は、小児および青年の女性化乳房の治療薬として承認されている。

### 排卵誘発
原因不明の女性不妊症の治療法として、アロマターゼ阻害剤であるレトロゾールにより卵巣を刺激して排卵を誘発することが提案されている。アメリカ国立小児保健発育研究所が出資した多施設共同研究では、レトロゾールによる卵巣刺激はゴナドトロピンと比較して多胎妊娠（双子または三つ子）の頻度が大幅に低い代わりに出生の頻度も低くなったが、クロミフェンほどではなかった。

## 副作用
女性の場合、副作用には骨粗鬆症や関節炎、関節症、関節痛などといった関節障害の発症リスクの増加がみられる。男性には同様の悪影響はいられない。アロマターゼ阻害薬により誘発される骨粗鬆症の予防のためビスホスホネートが処方されることもあるが、より深刻な副作用でビスホスホネート系薬剤関連顎骨壊死が懸念される。スタチンには骨強化作用があるため、スタチンとアロマターゼ阻害薬の組み合わせにより、顎骨壊死のリスクなく骨折や心血管イベントを防ぐことができる。アロマターゼ阻害薬による一般的な有害事象としては、骨の成熟および成長速度の低下、不妊症、易攻撃性、副腎不全、腎不全、脱毛および肝機能障害が挙げられる。肝臓、腎臓、または副腎に異常がある患者では、有害事象の発症リスクが高くなる。

## 作用機序

AIは、閉経後の女性におけるエストロゲン受容体陽性のがん治療に頻用され、アンドロステンジオンおよびテストステロンがエストロンおよびエストラジオールに変換されるのを防ぐことで機能する。副腎（1）がアンドロステンジオン（3）、卵巣（2）がテストステロン（4）を分泌する。どちらも末梢組織または乳房細胞（5）に移動し、AI（7）がない場合（図A）はアロマターゼによりエストロン（8）またはエストラジオール（9）に変換され、乳癌細胞を成長させる（6）。図Bでは末梢組織および乳癌細胞においてAIがアンドロゲンからエストロゲンへの変換が遮断されている。

アロマターゼ阻害薬は、芳香化と呼ばれるプロセスによってアンドロゲンをエストロゲンに変換する酵素アロマターゼの作用を阻害する。乳房組織はエストロゲンにより刺激されるため、エストロゲンの産生を減らすことで乳房腫瘍組織の再発が抑制される。閉経前の女性ではエストロゲンは主に卵巣で産生されるが、閉経後の女性ではエストロゲンのほとんどが末梢組織で産生される。脳内の中枢神経系で産生されるものもある。エストロゲンは産生された組織で局所的に作用するが、男女とも全身性のエストロゲン作用を及ぼす循環エストロゲンは、局所代謝を逃れて循環系に広がったものである。

## タイプ
乳癌の治療用として承認されているアロマターゼ阻害薬には2つのタイプがある。
- I型アロマターゼ阻害薬

エキセメスタン（アロマシン）などの不可逆性ステロイド系阻害薬。アロマターゼの偽基質として働き、活性部位に不可逆的に結合することで酵素を不活化する。
- II型アロマターゼ阻害薬

トリアゾール系のアナストロゾール（アリミデックス）やレトロゾール（フェマーラ）などの非ステロイド系阻害薬。アロマターゼと可逆的に結合し、競合的阻害作用を示す。

## 種類

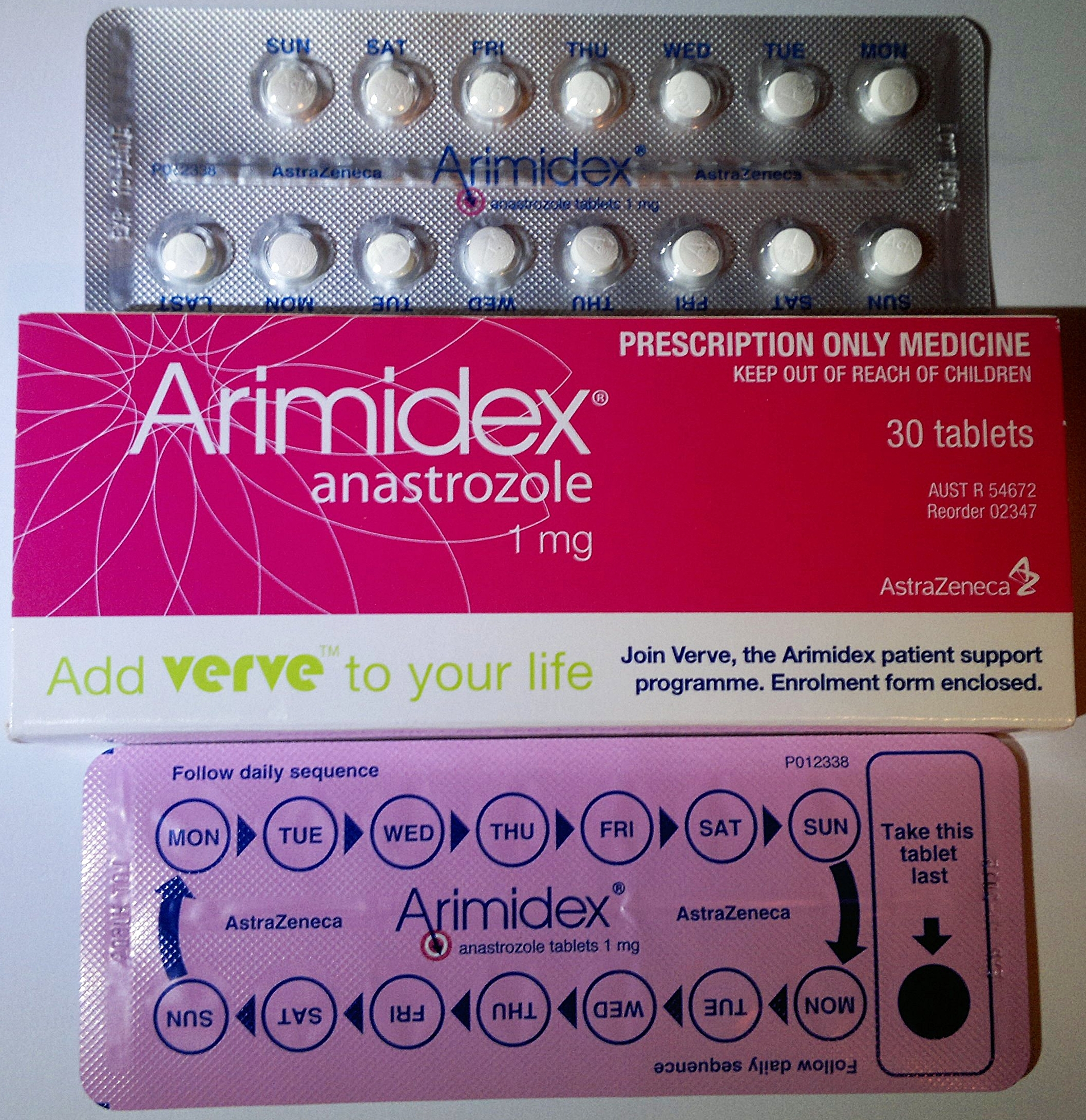
アリミデックス（アナストロゾール）1mg錠

アロマターゼ阻害剤（AI）には次のものがある。

### 非選択性
- アミノグルテチミド（エリプテン、シタドレン、オリメテン）
- テストラクトン（テスラック）

### 選択性
- アナストロゾール（アリミデックス）
- レトロゾール（フェマラ）
- エキセメスタン（アロマシン）
- ヴォロゾール （R-76713; リヴィゾール）
- フォルメスタン（レンタロン）
- ファドロゾール（アフェマ）

### 不明
- 1,4,6-アンドロスタトリエン-3,17-ジオン（ATD）
- 4-アンドロステン-3,6,17-トリオン（"6-OXO"）

医薬品のほか、ダミアナの葉などアロマターゼ阻害作用を持つ天然物もある。

## 歴史
アロマターゼ阻害薬の開発は、メリーランド大学ボルチモア校医科大学院の薬理学者アンジェラ・ブロディの研究により開拓され、1982年の臨床試験でフォルメスタンの有効性が初めて実証された。フォルメスタンは1994年に発売された。
アロマターゼ阻害薬を使用して排卵を刺激し、エストロゲン産生を抑制する調査・研究が行われている。アロマターゼ阻害薬は、原発性性腺機能低下症のみならず、テストステロンの加齢に伴う減少を逆転させることが示されている。酵素アッセイによる評価では、ある種のキノコの抽出物がアロマターゼを阻害することが示され、最も阻害能が高いのはホワイトマッシュルームであった。アロマターゼ阻害薬は、思春期遅発症の治療にも実験的に使用されている。

## 研究
研究によると、ありふれたマッシュルームに抗アロマターゼ活性があり、抗エストロゲン活性を有することが示唆されている。2009年には中国南東部の2018人の女性の食生活に関するケースコントロール研究により、1日あたり10グラムを超える生キノコあるいは4グラムを超える乾燥キノコを摂取する女性では乳癌発生率が約50％低いことが明らかとなった。また、キノコと緑茶を摂取した女性では、乳がんの発生率が90％低かった。しかし、この研究は被験者が2018人と比較的小規模で、かつ中国南東部に住む中国人女性に限られていた。
ハーブのひとつであるダミアナ（Turnera diffusa）の抽出物は抗アロマターゼ活性をもち、これは抽出物に含まれるピノセムブリンとアカセチンによることがわかっている。 

## 天然アロマターゼ阻害薬
| 種名              | 一般名                 | 家族             | タイプ |
| ----------------- | ---------------------- | ---------------- | ------ |
| Aesculus glabra   | オハイオトチノキ       | トチノキ科       | 植物   |
| Agaricus bisporus | ホワイトマッシュルーム | ハラタケ科       | 真菌   |
| Allium sp.        | 白タマネギ             | ユリ科           | 植物   |
| Alpinia purpurata | 赤生姜                 | ジンジャーベラ科 | 植物   |
| Brassica oleracea | カリフラワー           | アブラナ科       | 植物   |